# Ottilia Michail Oteteleșanu
Ottilia Michail-Oteteleșanu (n. 1885, Huși - d. 1974) a fost plasticiană română, pictoriță și specialistă în email.
Ottilia Michail a fost fiica unui distins medic, de origine aromân, și a soției sale, Eugenia Raut, descendenta unei familii de nobili polonezi stabiliți în România după 1848.

## Biografie
Primul ei profesor a fost Sava Henția (între 1899 și 1903), după care a fost descoperită de Nicolae Grigorescu, în anturajul casei regale. Nicolae Grigorescu, care era și prieten cu Vasile Michail, a sfătuit-o să meargă să studieze în străinatate. În 1904 a fost prezentată Reginei Elisabeta a României (Elisabeta de Neuwied care adoptase pseudonimul literar Carmen Sylva). Aceasta a luat-o sub protecția sa și i-a oferit o bursă de studii la Berlin. Din 1905, a început studiile la Scoala de Arte Decorative din Berlin la clasa specialistului în email Hanns Bastanier (care a trăit între 1885-1966). La Berlin fiind, a frecventat casa lui Ion Luca Caragiale, împreună cu fratele ei, alături de care dădea concerte. Și-a continuat studiile la Paris, la Academia Julian.
După terminarea studiilor, a devenit pictoriță a Casei Regale și protejata, pe linie artistică, a Reginei Elisabeta.
Ajutată de situația ei privilegiată, s-a căsătorit în 1915 cu Șerban Oteteleșanu, un boier de viță veche, care se trăgea din frații Buzești, foști generali ai lui Mihai Viteazul.
Chiar și după moartea protectoarei Reginei Elisabeta, Ottilia a rămas în anturajul regal, ea fiind cea care a executat ultimele portrete ale primilor regi ai Romîniei, pentru care a făcut studii preliminare, în pastel.
Înainte de al Doilea Război Mondial a cunoscut o serie de personalități remarcabile, între care George Enescu și Cella Delavrancea, la Castelul Peleș, respectiv pe Alexandru Tzigara-Samurcaș, căruia i-a făcut chiar un portret memorabil, în pastel, portret care a fost dăruit de familie Muzeului Țăranului Român.
După cel de-al Doilea Război Mondial, în ciuda apropierii sale de curtea regală, datorită specializării în tehnica emailului, a fost acceptată să lucreze numai pentru Patriarhia Bisericii Ortodoxe Române și pentru Comitetul Central al Partidului Comunist Român.
În anii 1960, a devenit consilier artistic al Patriarhiei Române, unde a înființat și coordonat atelierul de email. Din acea perioadă au rămas emblematice cele patru mari icoane împărătești în email, lucrate în email de Ottilia Oteteleșanu în perioada 1961 - 1964, în atelierele Patriarhiei Române, expuse la vedere în Catedrala Patriarhală.